# Westelijke Holgganbeek
De Westelijke Holgganbeek (Samisch: Alip Holgganjira) is een bergbeek, die stroomt in de Zweedse  gemeente Kiruna. De beek ontstaat op de hellingen van onder meer de Luoberg; ze stroomt naar het zuiden. De beek is een zij- en bronrivier van de Sarvárivier. Ze is circa 3 kilometer.